# Poetry
Pour plus de détails, voir Fiche technique et Distribution.
Poetry ou Le Poème au Québec (hangeul : 시, RR : Si, littéralement « poésie ») est un film dramatique sud-coréen écrit et réalisé par Lee Chang-dong, sorti en 2010.
Il a été sélectionné en compétition officielle pour le Festival de Cannes 2010 où il a obtenu le Prix du scénario.

## Synopsis
Mija, la soixantaine, partage son modeste logement avec son petit-fils Wook, un collégien, qu'elle élève seule. Elle apprend un jour qu'une jeune fille du collège de Wook s'est suicidée. Mija s'intéresse à la poésie et s'inscrit à un cours de poésie. Par ailleurs, sa santé est préoccupante, un médecin lui ayant révélé un début de maladie d'Alzheimer. Malgré son âge, Mija travaille encore, elle est aide-soignante chez le beau-père grabataire d'une commerçante du quartier.

## Fiche technique
- Titre : Poetry
- Titre québécois : Le Poème
- Titre original : 시 (Si)
- Réalisation : Lee Chang-dong
- Scénario : Lee Chang-dong
- Décors : Sihm Jeom-hui
- Costumes : Lee Choong-yeon
- Photographie : Kim Hyunseok
- Montage : Kim Hyeon
- Production : Lee Joon-dong
- Société de production : Pine House Film
- Société de distribution : Next Entertainment World (Corée du Sud), Benelux Film Distributors (Belgique), Diaphana Films (France)
- Pays d'origine : Corée du Sud
- Langue originale : coréen
- Format : couleur - 1.85 : 1
- Genre : drame
- Durée : 139 minutes
- Dates de sortie :
  -  Corée du Sud : 13 mai 2010
  -  France : 25 août 2010
  -  Belgique : 27 octobre 2010

## Distribution
- Yoon Jeong-hee (VF : Frédérique Cantrel) : Mija
- Lee Da-wit : Wook
- Kim Hira : Mr. Kang
- Kim Yong-taik : Kim Yongtak
- Park Myeong-sin : la mère de Heejin

## Distinctions

### Récompenses
- Asia Pacific Screen Awards (2010)
  - Prix de la qualité de la mise en scène (Achievement in directing)
  - Prix du meilleur rôle féminin (Yun Jeong-hie)

- Festival de Cannes 2010[1]
  - Prix du scénario
  - Prix du Jury œcuménique (Mention spéciale)

- Asian Film Awards (2011)
  - Prix du meilleur réalisateur
  - Prix du meilleur scénariste

- Prix du meilleur film étranger à la cérémonie de Boston Society of Film Critics (2011)

### Nominations
- Asia Pacific Screen Awards (2010)
  - Prix du meilleur film
  - Prix du meilleur scénario

- Asian Film Awards (2011)
  - Prix du meilleur film

- Grand Prix de l'Union de la critique de cinéma.

## Autour du film
- Le tournage a lieu entre le 25 août 2009 et le 13 décembre 2009[2].